# برادلي مكينتوش
برادلي مكينتوش (بالإنجليزية: Bradley McIntosh)‏ هو كاتب أغاني ومغني وممثل جامايكي، ولد في 8 أغسطس 1981 بلامبيث في المملكة المتحدة.

## وصلات خارجية
- برادلي مكينتوش على موقع IMDb (الإنجليزية)
- برادلي مكينتوش على موقع ميوزك برينز (الإنجليزية)
- برادلي مكينتوش على موقع ديسكوغز (الإنجليزية)
- برادلي مكينتوش على موقع قاعدة بيانات الفيلم (الإنجليزية)
- برادلي مكينتوش على موقع كينوبويسك (الروسية)